# Phelsuma kely
Phelsuma kely este o specie de șopârle din genul Phelsuma, familia Gekkonidae, descrisă de Schönecker în anul 2004. Conform Catalogue of Life specia Phelsuma kely nu are subspecii cunoscute.